# 类牛角藓属
类牛角藓属（学名：Sasaokaea）为柳叶藓科的一个属。

## 物种
本属包括以下物种：
- Sasaokaea aomoriensis Kanda, 1976[1]
- Sasaokaea japonica Brotherus